# Franc Miklošič

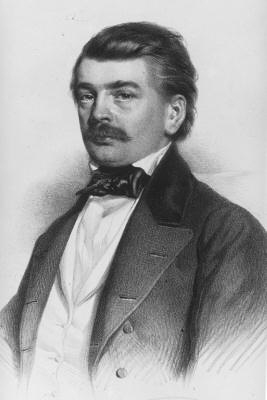
Portrait de Franc Miklošič en 1853 par Adolf Dauthage.

Franc Miklošič (aussi connu en allemand sous le nom de Franz Xaver von Miklosisch ou Franz von Miklosich), né le 29 novembre 1813 à Radomerščak, près de Ljutomer et mort le 7 mars 1891, est un philologue et linguiste slovène.
Diplômé « docteur en philosophie » à l'université de Graz il obtient également un diplôme de « docteur en droit » de l'université de Vienne.
Il s'est largement engagé dans le mouvement national slovène à partir du Printemps des peuples en 1848 et est à l'origine de l'Accord de Vienne signé en 1850 par deux écrivains serbes, Vuk Karadžić et Đuro Daničić, cinq hommes de lettres croate, Ivan Mažuranić, Dimitrija Demeter, Stjepan Pejaković, Ivan Kukuljević et Vinko Pacel et lui-même.
Il y a une médaille pour Miklosich.

## Œuvres
Liste non exhaustive
- Lexicon linguae slovenicae veteris dialecti, 1850 ;
- Vergleichende Grammatik der slavischen Sprachen, 1852-1875 ;
- Vergleichende Formenlehre der slavischen Sprachen, 1856 (prix Volney) ;
- Monumenta Serbica Spectantia Historiam Serbiae, 1858 ;
- Die Bildung der slavischen Personennamen, 1860 ;
- Etymologisches Wörterbuch der slavischen Sprachen, 1886 ;
- Über die Mundarten und Wanderungen der Zigeuner Europas, 1872-1880.